# Société de la flore valdôtaine
La Société de la flore valdôtaine est une association scientifique et culturelle sans buts lucratifs fondée à Aoste en 1858. Cette Société vise à encourager les recherches dans le domaine des sciences naturelles en Vallée d’Aoste, à divulguer la connaissance naturaliste et à diffuser les principes de la conservation de l’environnement et des ressources naturelles. Bien qu’elle soit née dans le but d’étudier la flore et les minéraux de la Vallée d’Aoste, puis seulement la flore, en 1901 l’association décide d’élargir ses intérêts à toutes les disciplines des sciences naturelles, tout en maintenant son appellation originale. Son siège se trouve aujourd’hui à Aoste – 3, rue J.-B. de Tillier.

## Histoire

### Les origines et la première période (1858-1941)
En 1858, les chanoines Georges Carrel, professeur d’histoire naturelle au Collège Saint-Bénin d’Aoste l’année précédente, et Édouard Bérard, également intéressé par les sciences naturelles, notamment par la botanique, réunissent un groupe de passionnés dans le but de fonder une société d’histoire naturelle locale. Très actifs dans le domaine culturel et scientifique valdôtain, Carrel et Bérard figurent aussi parmi les fondateurs de la Société académique religieuse et scientifique d’Aoste, ou Académie Saint-Anselme. Par ailleurs, en 1866, Carrel crée à Aoste la première succursale du Club alpin italien, né quelques années auparavant à Turin.
La naissance et le développement de l’association, qui visait au début l’étude de la flore et des minéraux de la Vallée d’Aoste, passent inobservés dans la presse locale. C’est pourquoi il est assez vite décidé de limiter ses activités à l’étude de la flore régionale. Un manuscrit concernant les statuts de l’association - conservé à la bibliothèque du grand séminaire d’Aoste et dont une partie a été publiée récemment - témoigne de cette nouvelle orientation monodisciplinaire ; dans l’en-tête, l’appellation « Société “La Flore valdôtaine” » apparaît pour la première fois.  Ce document confirme notamment que Bérard préside l’association, avec Carrel comme adjoint.

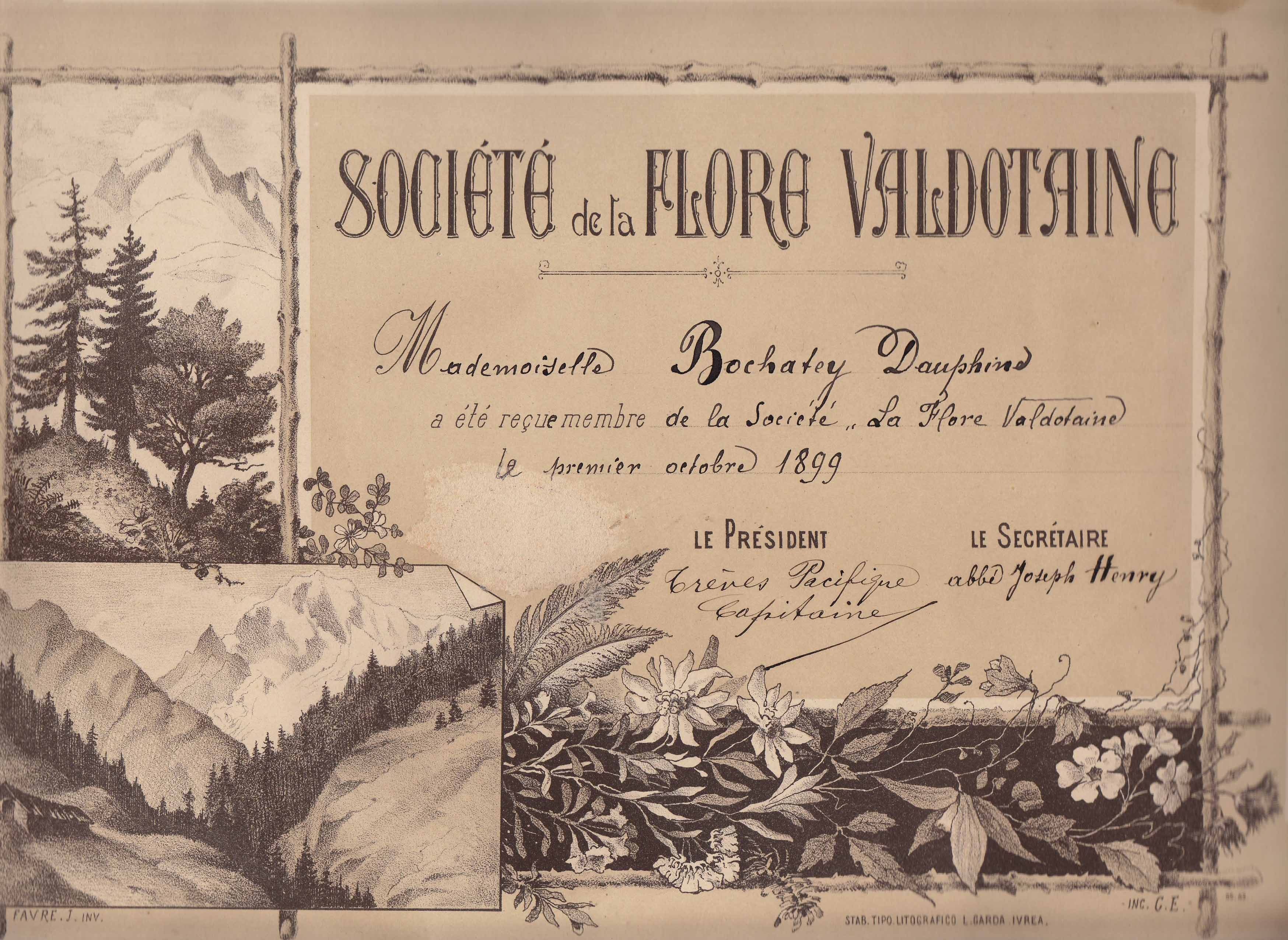
Certificat d'inscription à la Société de la flore valdôtaine (1899)

En 1884, Bérard décide de réorganiser l’association, en gardant comme unique but l’étude de la flore valdôtaine, avec la réalisation d’un herbier et d’un catalogue. Ces objectifs sont clairement énoncés dans les statuts publiés l’année suivante, qui reprennent essentiellement les points du manuscrit rédigé quelques années auparavant.
Après le décès de Bérard, survenu en 1889, à la fin du siècle une forte impulsion est donnée par de nouveaux intégrants de l’association, notamment par l’abbé Joseph-Marie Henry (1870-1947) et par Lino Vaccari, avec des membres plus anciens, comme le chanoine Pierre-Louis Vescoz et Pacifique Trèves. À partir de 1899, les nouvelles sur les activités de l’association commencent aussi à paraître plus régulièrement dans la presse locale.
L’abbé Henry est président depuis la fin de 1901 jusqu’en 1941 : c’est une période riche d’initiatives et d’activités. Lors de l'assemblée du 26 avril 1901, sous la présidence de Pacifique Trèves, l’association décide d’élargir son champ d’intérêt à toutes les disciplines naturalistes. En 1902, le Bulletin scientifique voit le jour, sous la direction de Henry et de Vaccari ; c’est aujourd’hui la « Revue valdôtaine d’histoire naturelle ». Le Musée de l’association est fondé en 1905 et c’est le chanoine Vescoz qui en est nommé le directeur. Vaccari entreprend une étude soignée de la flore valdôtaine, par la réalisation d’un riche herbier et du premier volume d’un catalogue floristique, qui ne sera jamais achevé. En même temps, ce chercheur prend en main le jardin alpin Chanousia, fondé en 1897 par le recteur de l’Hospice du Petit-Saint-Bernard Pierre Chanoux, et il le dirige pendant plus de quarante ans.
En 1903, la Société de la flore valdôtaine accueille la « Società Botanica Italiana », en excursion en Vallée d’Aoste du 3 au 7 août, guidée par Lino Vaccari.
Dès le milieu des années 1920, toutefois, le déclin se fait lentement sentir, car la relève fait défaut, probablement en raison du régime fasciste, qui considère d’un mauvais œil l’association et, en général, les initiatives culturelles locales. Le coup de grâce est donné quand la Seconde Guerre mondiale éclate : de nouvelles priorités s’imposent alors à tous les niveaux. Le dernier acte de cette première période de l’association peut être considéré la publication du n° 24 du bulletin scientifique, paru dans des conditions difficiles en 1941 sous la direction de Lino Vaccari, alors que l’abbé Henry est désormais presque isolé, malade et découragé.

### La renaissance et la période actuelle (1971-    )
L'année 1970 est proclamée par le Conseil de l’Europe Année européenne de la conservation de la nature. En Vallée d’Aoste aussi, plusieurs manifestations et initiatives sont organisées pour célébrer cet événement ; cela fait renaître l’intérêt pour la conservation et l’étude de l’environnement. C’est ainsi que, au mois de décembre de la même année, Carlo Lyabel, inspecteur forestier de l’administration régionale valdôtaine, lance un appel dans l’intention de reconstituer la Société de la flore valdôtaine. Lyabel trouve le partenaire idéal pour relancer l’association : c'est un entrepreneur passionné de flore alpine, Éphyse Noussan (1921-2001) ; par ailleurs, un soutien scientifique important vient de professeurs universitaires connus, comme Bruno Peyronel (1919-1982), ancien élève de Vaccari à la Chanousia, et Vanna Dal Vesco de l’Université de Turin. En 1971, la renaissance de la Société de la flore valdôtaine est officialisée, avec Éphyse Noussan comme président et Carlo Lyabel comme vice-président.
Au cours des années suivantes, grâce à l’impulsion d’un groupe motivé et compétent, guidé par Noussan, les objectifs de l’association sont atteints avec succès : la renaissance du Bulletin scientifique, la reconstitution du Musée, la reconstitution de la Chanousia (abandonnée en 1943 à cause de la guerre, quand le jardin est dévasté et subit de graves dégâts), l’achèvement du catalogue floristique de Vaccari sur la base de récoltes d’herbier conservées au Musée botanique de l’Université de Florence. En 1985, l’association contribue directement à la naissance du Musée régional de sciences naturelles de la Vallée d'Aoste ; dédié à Éphyse Noussan en 2015, il est aménagé au château de Saint-Pierre, où se trouvait auparavant le Musée historique de la Société de la flore.
Plus récemment, sous les administrations successives, quelques manuels de vulgarisation scientifique ont été rédigés dans les domaines de la flore et de la géologie , ainsi que le nouveau Catalogue de la Flore valdôtaine, un ouvrage qui accomplit l’un des objectifs posés par les fondateurs de l’association.

## Activités
La Société de la flore valdôtaine organise des activités sociales qui comprennent des conférences et des excursions à la découverte du milieu naturel de la Vallée d’Aoste et des régions limitrophes, mais aussi des visites à des jardins botaniques et historiques, à des musées d’histoire naturelle et avec d’autres destinations de caractère naturaliste.
L’association publie chaque année son Bulletin scientifique : fondé en 1902 par l’abbé Joseph-Marie Henry et par Lino Vaccari, depuis 1975 il a pris le nom de « Revue valdôtaine d’histoire naturelle ». C’est dans ce bulletin que paraissent les études naturalistes les plus actuelles menées en Vallée d’Aoste. De plus, l’association réalise chaque année pour ses associés les « Nouvelles de la Société de la flore valdôtaine », un bulletin d’informations sur les activités sociales comprenant des articles d’actualité proposés par les membres. Enfin, elle publie également des monographies scientifiques et de divulgation sur des thèmes particuliers en rapport avec la Vallée d’Aoste.
La Société de la flore valdôtaine fait partie du comité international qui gère le jardin botanique alpin Chanousia. Elle contribue également aux activités de recherche du Musée de sciences naturelles « Éphyse Noussan », en nommant trois membres du Comité scientifique de cet organisme.

## Liste des présidents
- 1858 – 1889 : Édouard Bérard
- 1889 – 1892 : Charles Marguerettaz
- 1892 – 1899 : Charles-Albert Ferina
- 1899 – 1901 : Pacifique Trèves
- 1901 – 1941 : Joseph-Marie Henry
- 1971 – 2001 : Éphyse Noussan
- 2001 – 2006 : Giuseppina Marguerettaz Gaetani
- 2007 – 2012 : Chantal Trèves
- 2013 –      : Ermanno Dal Molin